# Arendskerk (schip, 1938)
De Arendskerk was een Nederlands vrachtschip van de Vereenigde Nederlandsche Scheepvaartmaatschappij (VNS). Het schip was in september 1938 opgeleverd door de Duitse scheepswerf F. Schichau G.m.b.H. te Elbing (Danzig).
Het nog maar anderhalf jaar oude schip werd, varend onder Nederlandse vlag, op 15 januari 1940 door de Duitse onderzeeboot U 44 aangevallen. De Arendskerk was op dat moment op weg van Antwerpen naar Kaapstad. De aanval vond ongeveer 100 mijl van het Franse eiland Ouessant plaats. De U 44, die eerder die dag al het Noorse vrachtschip Fagerheim tot zinken had gebracht, viel de Arendskerk met torpedo's aan en wist met het dekkanon de Arendskerk tot zinken te brengen. De 65 opvarenden van de Arendskerk overleefden allemaal de aanval en konden gered worden.